# Leon Radošević
Leon Radošević (Sisak, 26. veljače 1990.) hrvatski je profesionalni košarkaš. Igra na poziciji centra. Trenutačno je bez kluba.

## Karijera
Radošević je je karijeru započeo u omladinskom pogonu Cibone, nastupajući za juniore i kadete. S Cibonom je 2008. osvojio juniorsko prvenstvo Hrvatske. U finalu je Cibona s 92:85 svladala Zadar, a Radošević je proglašen MVP-em turnira. U rujnu 2008. na pripremama Cibone u Delnicama, zajedno s još trojicom Ciboninih juniora, dobio je poziv u seniorsku momčad. Kako se klub u to vrijeme borio sa Zadrom za novi trogodišnji euroligaški ugovor, bilo je pitanje hoće li dobiti značajniju minutažu. Kako je rijetko igrao za prvi sastav, Radošević je vraćen natrag u juniore Cibone. U pripremama za novu sezonu 2008./09. ponovno je uvršten u sastav prve momčadi.
To je ujedno i zadnja sezona u kojoj nastupa za drugi sastav Cibone, Rudeš. U sezonu 2009./10. kreće i službeno kao član seniorske momčadi. Od samog početka natjecanja dobiva znatnu minutažu u NLB kako i u Euroligi.

## Reprezentacija
Izbornik Hrvatska U-18 reprezentacije Vlado Vanjak, pozvao ga je na pripreme za EP u Grčkoj 2008. Na pripremama je izborio mjesto među 12 najboljih, a na EP-u je s Hrvatskom reprezentacijom osvojio brončanu medalju. U sljedećem ciklusu s hrvatskom juniorskom reprezentacijom, pod vodstvom trenera Borisa Kurtovića, Radošević je osvojio i brončanu medalju na svjetskom prvenstvu.

## Vanjske poveznice
- Profil na NLB.com
- Profil  Arhivirana inačica izvorne stranice od 3. kolovoza 2014. (Wayback Machine) na DraftExpress.com
- Profil[neaktivna poveznica] na FIBA Europe.com